# Comanche (historieta)
Comanche es una de las obras más importantes de la historieta francobelga, un auténtico clásico del western entre los lectores. Fue creada para la revista "Tintín" por Greg como guionista y Hermann como dibujante en 1969.

## Trayectoria editorial
A finales de los 60, las dos grandes revistas franco-belgas que competían con "Tintín" publicaban dos exitosos western: "Spirou", Jerry Spring de Jijé y "Pilote", El teniente Blueberry de Charlier/Jean Giraud. En "Tintín", Hermann había demostrado su adecuación al género con las ilustraciones que había realizado para un relato de Pierre Pilot, así que Greg se propuso dotar a la revista de su propia serie del oeste.
Comanche fue publicada originalmente en la revista "Tintín a partir del 18 de diciembre de 1969, alcanzando catorce volúmenes antes de la muerte de Greg. En España, estas historietas también fueron serializadas en revistas como Mortadelo de Editorial Bruguera.
| Título                                                    | En Tintín | Guionista/Dibujante     | 1ª publicación en álbum, Bélgica | 1ª publicación en España | Integral |
| --------------------------------------------------------- | --------- | ----------------------- | -------------------------------- | ------------------------ | -------- |
| Red Dust                                                  | 1969      | Greg / Hermann          | T1, Lombard/Dargaud, 1972        | Ediciones Junior, 1992   | 1        |
| Les Guerriers du désespoir (La revuelta del hambre)       | 1971      | Greg / Hermann          | T2, Lombard/Dargaud, 1973        | Jet Bruguera, 1983       | 1        |
| Les Loups du Wyoming (Los lobos de Wyoming)               | 1972      | Greg / Hermann          | T3, Lombard/Dargaud, 1974        | Ediciones Junior, 1992   | 1        |
| Le ciel est rouge sur Laramie (Cielo rojo sobre Laramie)  | 1973      | Greg / Hermann          | T4, Lombard/Dargaud, 1975        | Mortadelo                | 1        |
| Le Désert sans lumière (El desierto sin luz)              | 1974      | Greg / Hermann          | T5, Lombard/Dargaud, 1976        | Ediciones Junior, 1992   | 1        |
| Furie rebelle (Furia rebelde)                             | 1975      | Greg / Hermann          | T6, Lombard/Dargaud, 1976        | Mortadelo                | 2        |
| Le Doigt du diable (El dedo del diablo)                   | 1976      | Greg / Hermann          | T7, Lombard/Dargaud, 1977        | Mortadelo                | 2        |
| Les Shériffs (Los sheriffs)                               | 1979      | Greg / Hermann          | T8, Lombard/Dargaud, 1980        | Tintín, Bruguera         | 2        |
| Et le diable hurla de joie… (Y el diablo gritó de placer) | 1980      | Greg / Hermann          | T9, Lombard/Dargaud, 1981        |                          | 2        |
| Le Corps d’Algernon Brown (El cuerpo de Algernon Brown)   |           | Greg / Hermann          | T10, Lombard/Dargaud, 1983       |                          | 2        |
| Les Fauves (Las fierass)                                  |           | Greg / Michel Rouge     | T11, Lombard/Dargaud, 1990       |                          | 3        |
| Le Dollar à trois faces (El dólar de tres caras)          |           | Greg / Michel Rouge     | T12, Lombard/Dargaud, 1992       |                          | 3        |
| Le Carnaval sauvage                                       |           | Greg / Michel Rouge     | T13, Lombard/Dargaud, 1995       |                          | 3        |
| Les Cavaliers du rio perdu                                |           | Greg / Michel Rouge     | T14, Lombard/Dargaud, 1997       |                          | 3        |
| Red Dust express                                          |           | Rodolphe / Michel Rouge | T15, Lombard/Dargaud, 2002       |                          | 3        |

Posteriormente se editaron tres "integrales" compilando toda la serie. Los dos primeros, conteniendo los diez primeros álbumes originales, fueron editados en España por Planeta DeAgostini.

## Argumento
Comanche es una joven, propietaria del rancho "Triple Seis" en el territorio de Wyoming. Con la ayuda del viejo Ten Gallons, a duras penas logra sacar adelante el rancho, heredado de su padre. Un día, llegado de ninguna aparte, aparece un tal Red Dust. Subyugada por la fuerza tranquila de este desconocido, Comanche le confía el puesto de capataz. Para afrontar las adversidades y dificultades irán reclutando más personal (Toby, Clem, el indio Mancha de Luna).

## Valoración
Para el crítico Norman Fernández, Comanche se trata de un western moderno, en la línea de las películas de Robert Altman, Sergio Leone o Sam Peckinpah. Supone también la madurez gráfica de Hermann, en clara competencia con Gir.